# 무주 안국사 극락전
무주 안국사 극락전(茂朱 安國寺 極樂殿)은 대한민국 전북특별자치도 무주군에 있는 건축물이다. 1974년 9월 27일 전라북도의 유형문화재 제42호로 지정되었다.

## 개요
적상산 분지에 있는 안국사는 고려 충렬왕 3년(1277)에 월인화상이 지었다고 전한다. 원래는 적상산성을 지키던 승병들의 숙소로 지었다고 하며, 조선 광해군 5년(1613)과 고종 1년(1864)에 수리하였다.
아미타불을 모신 극락전은 앞면 3칸·옆면 3칸의 규모이며, 지붕 옆면이 사람 인(人)자 모양인 간결한 맞배지붕집이다. 지붕 처마를 받치면서 장식을 겸하는 공포는 기둥 위와 기둥 사이에도 배치된 다포식 건물이다. 내부에는 이 지역의 신앙물로 천재지변을 몰아 낸다고 전하는 괘불이 있다.
절의 주변에는 조선왕조실록을 보관하던 사고(史庫)의 옛터가 남아있다.

## 같이 보기
- 안국사

## 참고 자료
- 안국사극락전 - 국가유산청 국가유산포털